# Rücksendenummer

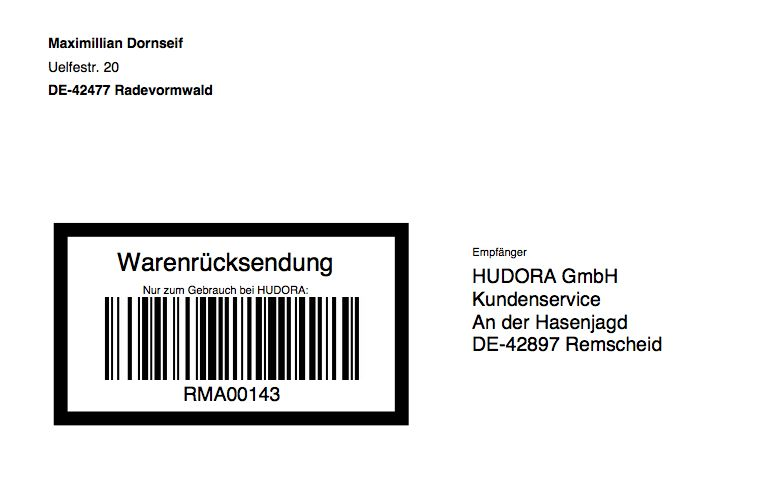
Typischer RMA-Beleg

Mit Rücksendenummer oder RMA-Nummer (Return Merchandise Authorization oder auch Return Material Authorization) wird eine vom Lieferanten vergebene Kennnummer für die Warenrücksendung bezeichnet. Der Kunde wird verpflichtet, vor der Rücksendung eine derartige Kennnummer anzufordern, damit die Ware beim Lieferanten korrekt zugeordnet werden kann. Meistens wird auf dem RMA-Formular auch unterschieden zwischen im Garantierahmen entstandenen Defekten, bereits bei Ankunft defekten Produkten (Dead On Arrival) und nach dem Garantierahmen bzw. durch den Kunden hervorgerufenen Defekten. 
Eine Verpflichtung des Kunden, eine RMA-Nummer zu beantragen und sichtbar an eine Rücklieferung anzubringen, ist nicht immer mit geltendem Recht vereinbar. So hat der private Endverbraucher z. B. nach dem deutschen Fernabsatzrecht (im BGB) ein Widerrufsrecht, das von der vorherigen Vergabe einer RMA-Nummer unabhängig ist. Die Anbringung einer RMA-Nummer kann sich aber durchaus aus den nebenvertraglichen Mitwirkungspflichten des Kunden ergeben, bei freiwilligen Leistungen wie einer Garantie kann der Garantiegeber dies z. B. zur Bedingung machen.
Der RMA-Prozess dient daher der strukturierten Rückführung der Ware. Hierdurch wird zumeist eine schnellere und weniger fehleranfällige Zuordnung und Bearbeitung der Retoure erreicht. Daher dient der RMA-Prozess im Regelfall beiden Parteien und sollte auch vom Rücksender beachtet werden.
Wichtig ist dabei, die RMA-Nummer beziehungsweise RMA-Kennung immer gut und sichtbar auf der Verpackung anzugeben, um in der Warenannahme die Lieferung besser separieren zu können. 